# Dom towarowy „Sezam” w Kłodzku
Dom towarowy „Sezam” w Kłodzku (dawniej: Kaufhaus Gustav Glüksmann) – jeden ze starszych domów towarowych w Kłodzku, położony w kłodzkim Rynku przy placu Bolesława Chrobrego 19.

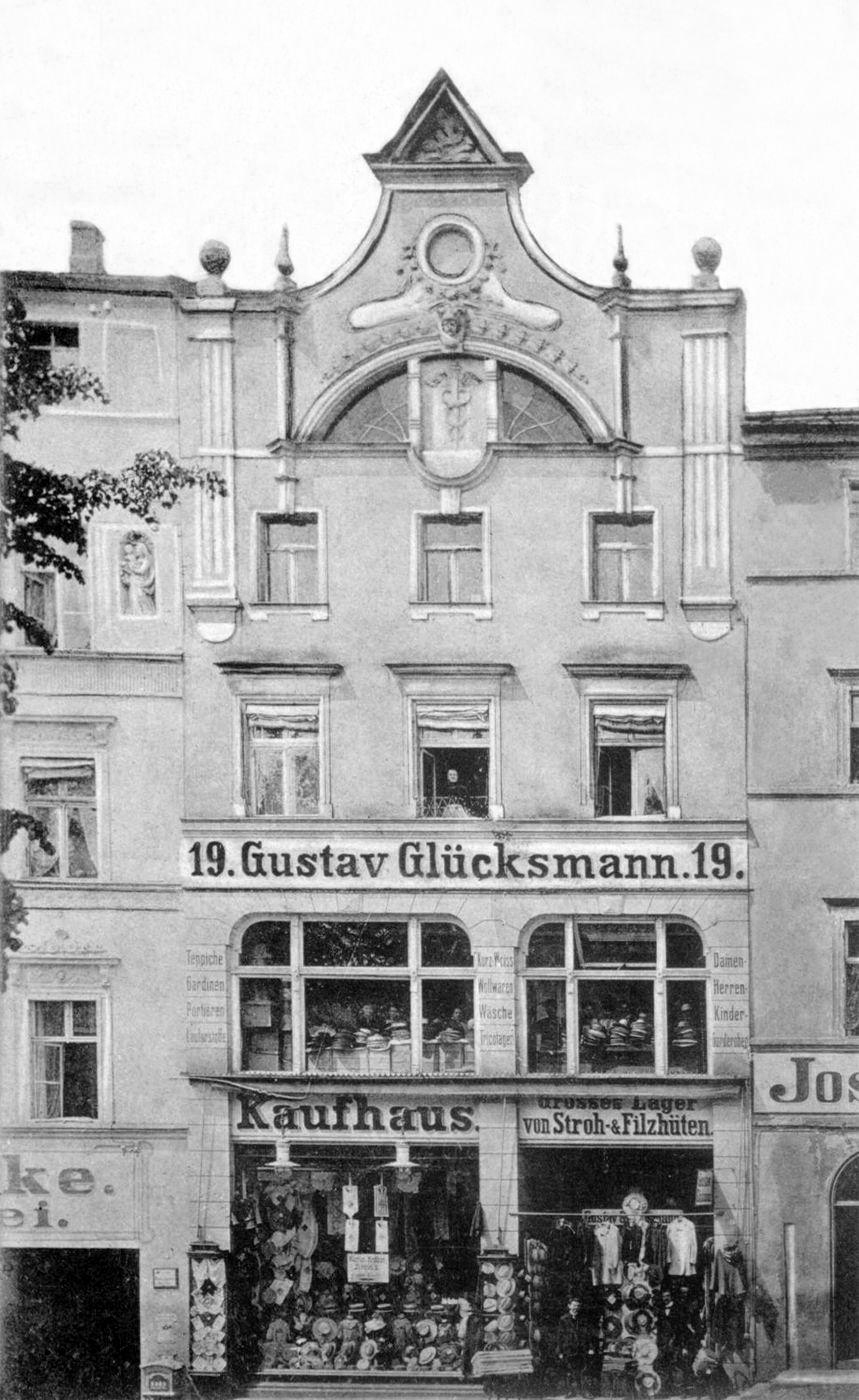
Dom towarowy Gustava Glüksmanna pod koniec XIX wieku

## Historia
Pod koniec XIX wieku wzorem innych miast na Śląsku również w Kłodzku zaistniała potrzeba powstania domu towarowego, mogącego prowadzić wielobranżowy handel detaliczny, mieszcząc w sobie działy lub stoiska grupujące poszczególne typy towarów. Ideę tę pochwycił kłodzki kupiec żydowskiego pochodzenia – Gustaw Glücksmann, który w 1899 roku wykupił jedną z kamienic w zachodniej pierzei rynku, o numerze 19. Uroczyste otwarcie nowego domu towarowego nastąpiło w tym samym roku. Ze względu na jego popularność i rosnące zapotrzebowanie na nowe stoiska właściciel dokonał w 1903 roku gruntownej przebudowy budynku, a sześć lat później kupił sąsiedni budynek na rogu obecnego placu Bolesława Chrobrego (Oberring) i ulicy Czeskiej (Böhmischestrasse). Oba budynki zostały ze sobą połączone.
W 1938 roku na mocy antysemickich ustaw norymberskich właściciele domu towarowego zostali zmuszeni do jego sprzedaży niemieckiej firmie Hawa. Z kolei sam Gustaw Glücksmann i jego żona Meta zostali na początku lat 40. XX wieku deportowani do obozu koncentracyjnego, gdzie zostali zamordowani.

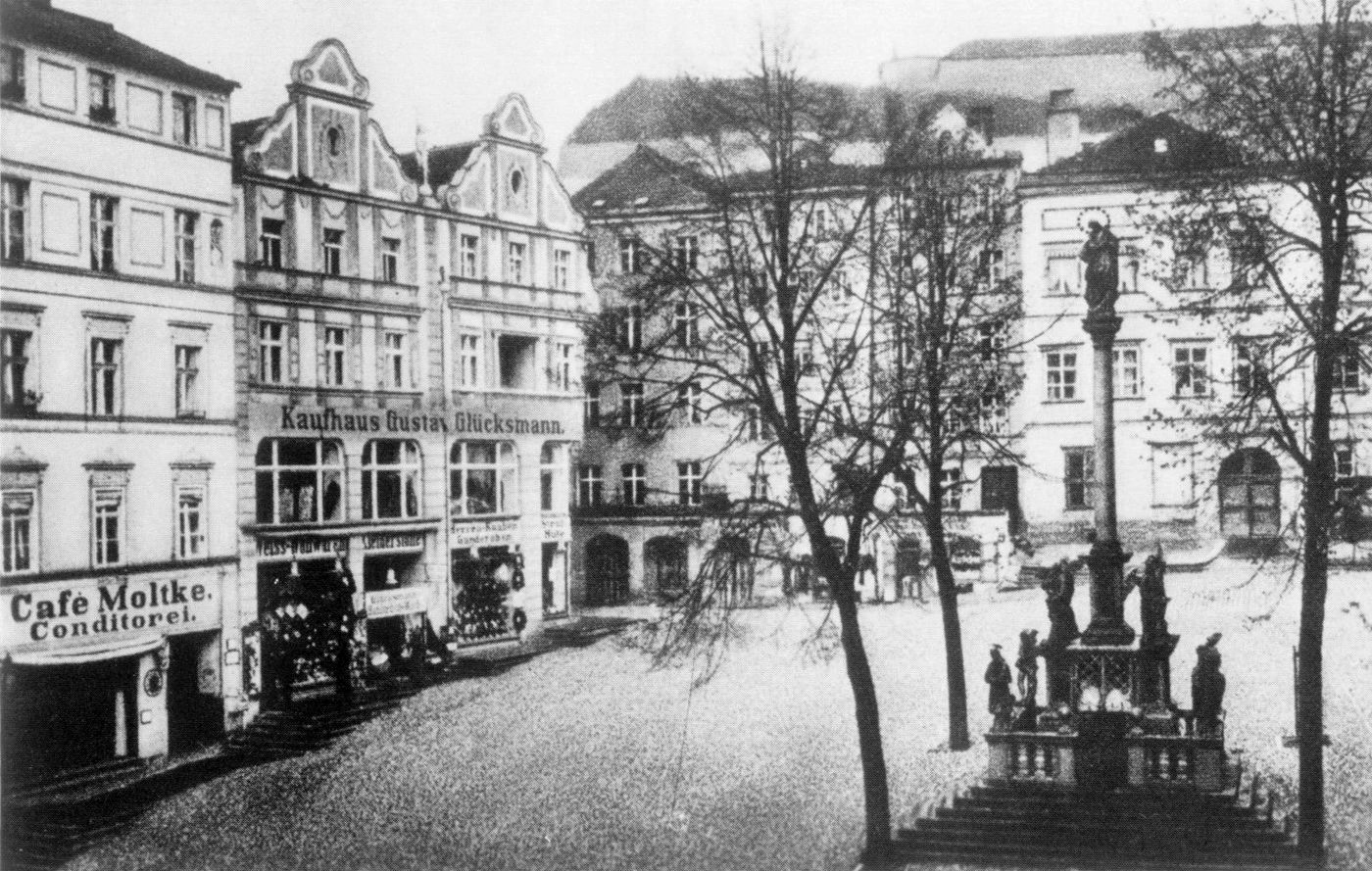
Zachodnia pierzeja rynku z widocznym domem towarowym w latach 20. XX wieku

Po zakończeniu II wojny światowej budynki zostały przejęte przez władze polskie i znacjonalizowane. Niedługo potem otwarto w nich Państwowy Dom Towarowy „Sezam”, działający do dziś. Wieloletnim jego dyrektorem był Stanisław Nowicki, który miał żydowskie pochodzenie, a który na fali nagonki antyżydowskiej z 1968 roku został pozbawiony stanowiska, a niedługo potem wyjechał z miasta. Po 1990 roku administrację nad obiektem przejęły władze samorządowe Kłodzka.

## Architektura
Dom towarowy „Sezam” mieści się w dwóch kamienicach powstałych w XVIII wieku o cechach baroku. Pierwsza z nich położona przy placu Bolesława Chrobrego została gruntownie przebudowana w 1903 roku przez architekta Andreasa Ernsta. Uzyskała wówczas nową, efektowną fasadę w stylu secesji. Sześć lat później do domu towarowego przyłączono sąsiednią kamienicę, której po przebudowie również nadano fasadę secesyjną, tak że oba budynki tworzą harmonizującą się ze sobą całość.